# Dorfkirche Tornow (Fürstenberg/Havel)

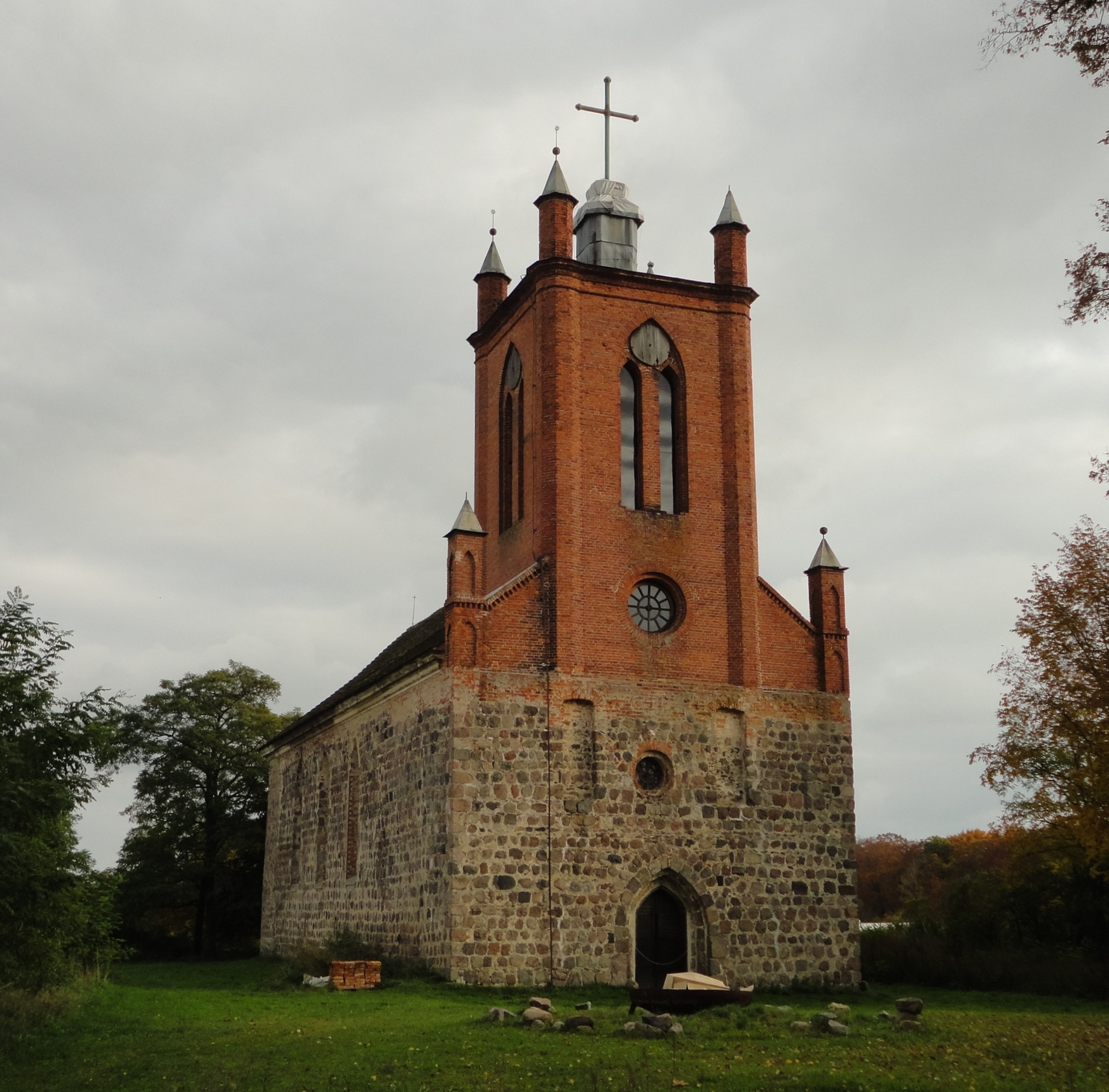
Dorfkirche Tornow (Fürstenberg/Havel)

Die ehemalige, evangelische, denkmalgeschützte, im Mai 2013 profanierte Dorfkirche Tornow (Fürstenberg/Havel) steht in Tornow, einem Ortsteil der Stadt Fürstenberg/Havel im Landkreis Oberhavel von Brandenburg. 

## Beschreibung
Die Feldsteinkirche wurde im 13. Jahrhundert erbaut. Sie besteht aus einem Langhaus und einem querrechteckigen Kirchturm im Westen, dessen Aufsatz 1838 nach einem Friedrich Wilhelm Buttel zugeschriebenem Entwurf im neugotischen Stil aus Backsteinen errichtet wurde. Die pfeilerartig verstärkten Ecken enden in Fialen.
Die Orgel wurde 1876 von Barnim Grüneberg gebaut. Über ihren Verbleib ist nichts bekannt.